# Lista de monarcas franceses por longevidade
Esta é uma lista dos monarcas que reinaram sobre o Reino de França de acordo com sua longevidade, ordenada conforme a quantidade de anos e dias que viveram. A lista compreende todos os indivíduos que foram coroados ou sagrados como monarcas franceses desde o estabelecimento da Dinastia capetiana como casa real do Reino Franco em 987 até a deposição de Luís Filipe I em 1848. 
O monarca mais longevo da história francesa foi Carlos X que reinou de 1824 a 1830, porém viveu 79 anos. Carlos X - que nasceu durante o reinado de seu avô paterno Luís XV - ascendeu ao trono já com 67 anos de idade (idade alcançada por apenas outros dois monarcas franceses) e viveu mais seis anos após sua abdicação. Em contrapartida, Luís XIV - o Rei Sol - registra o terceiro mais longo período de vida (76 anos) enquanto figura como o mais longo reinado da história da França e de um monarca soberano em toda a história (72 anos e 100 dias de reinado). Após sua morte, o trono foi assumido por seu tetraneto Luís XV mediante à morte das três gerações de herdeiros precedentes.
O monarca francês de vida mais breve é Francisco II que ascendeu ao trono com 15 anos de idade devido à morte inesperada de seu pai, Henrique II, em 1559. Francisco II morreu em 1560 aos 16 anos de idade por complicações de uma otite e foi sucedido por seu irmão Carlos IX.

## Lista
Falecidos
     Vivos
| #  | Monarca       | Data de nascimento      | Data de falecimento    | Longevidade        | Ref.  |
| -- | ------------- | ----------------------- | ---------------------- | ------------------ | ----- |
| 1  | Carlos X      | 9 de outubro de 1757    | 6 de novembro de 1836  | 79 anos e 28 dias  |       |
| 2  | Luís XIV      | 5 de setembro de 1638   | 1 de setembro de 1715  | 76 anos e 361 dias | [ 5 ] |
| 3  | Luís Filipe I | 6 de outubro de 1773    | 26 de agosto de 1850   | 76 anos e 324 dias |       |
| 4  | Luís XVIII    | 17 de novembro de 1755  | 16 de setembro de 1824 | 68 anos e 304 dias |       |
| 5  | Napoleão III  | 20 de abril de 1808     | 9 de janeiro de 1873   | 64 anos e 264 dias |       |
| 6  | Luís XV       | 15 de fevereiro de 1710 | 10 de maio de 1774     | 64 anos e 84 dias  |       |
| 7  | Luís XII      | 27 de junho de 1452     | 1 de janeiro de 1515   | 62 anos e 188 dias |       |
| 8  | Luís VII      | 1120                    | 18 de setembro de 1180 | 60 anos e 261 dias |       |
| 9  | Luís XI       | 3 de julho de 1423      | 30 de agosto de 1483   | 60 anos e 58 dias  |       |
| 10 | Roberto II    | 27 de março de 972      | 20 de julho de 1031    | 59 anos e 115 dias |       |
| 11 | Carlos VII    | 22 de fevereiro de 1403 | 22 de julho de 1461    | 58 anos e 150 dias |       |
| 12 | Henrique IV   | 13 de dezembro de 1553  | 14 de maio de 1610     | 56 anos e 152 dias |       |
| 13 | Carlos VI     | 3 de dezembro de 1368   | 21 de dezembro de 1422 | 54 anos e 18 dias  |       |
| 14 | Francisco I   | 12 de setembro de 1494  | 31 de março de 1547    | 52 anos e 200 dias |       |
| 15 | Napoleão I    | 15 de agosto de 1769    | 5 de maio de 1821      | 51 anos e 263 dias |       |
| 16 | João II       | 26 de abril de 1319     | 8 de abril de 1364     | 44 anos e 348 dias |       |
| 17 | Carlos V      | 21 de janeiro de 1338   | 16 de setembro de 1380 | 42 anos e 239 dias |       |
| 18 | Luís XIII     | 27 de setembro de 1601  | 14 de maio de 1643     | 41 anos e 229 dias |       |
| 19 | Henrique II   | 31 de março de 1519     | 10 de julho de 1559    | 40 anos e 101 dias |       |
| 20 | Henrique III  | 19 de setembro de 1551  | 2 de agosto de 1589    | 37 anos e 317 dias |       |
| 21 | Carlos XVIII  | 30 de junho de 1470     | 7 de abril de 1498     | 27 anos e 281 dias |       |
| 22 | Carlos IX     | 27 de junho de 1550     | 30 de maio de 1574     | 23 anos e 337 dias |       |
| 23 | Francisco II  | 19 de janeiro de 1544   | 5 de dezembro de 1560  | 16 anos e 321 dias | [ 4 ] |